# Marion megye (Kentucky)
Marion megye az Amerikai Egyesült Államokban, azon belül Kentucky államban található. Megyeszékhelye Lebanon, legnagyobb városa Lebanon. Lakosainak száma 19 581 fő (2020. április 1.). Marion megye Taylor, Casey, Washington, Boyle, LaRue és Nelson megyékkel határos.

## Népesség
A megye népességének változása:
| Lakosok száma | 19 813 | 20 049 | 20 039 | 20 045 | 19 365 | 19 581 |
|               | 2010   | 2011   | 2012   | 2013   | 2015   | 2020   |